# I Should Coco
I Should Coco is het debuutalbum van de Engelse alternatieve-rockband Supergrass. Het werd door Parlophone uitgegeven op 15 mei 1995 in Engeland. Ze hebben de eerste single van het album uitgebracht in mei 1995 bij het kleine, onafhankelijke en lokale Backbeat Records. Op de top van het britpop-tijdperk, onderscheidde Supergrass zich van de vele andere bands die in die tijd ook singles uitbrachten, die schijnbaar door britpops grootste bands Blur en Oasis werden beïnvloed. Alright werd de grootste hit van de band toen die nummer één werd in de UK Album Charts.

## Bezetting
- Gaz Coombes – zanger, gitaar
- Danny Goffey – drums, achtergrondzanger
- Mick Quinn – basgitaar, achtergrondzanger
- Rob Coombes – keyboard

## Titellijst
1. I'D Like To Know
2. Caught By The Fuzz
3. Mansize Rooster
4. Alright
5. Lose It
6. Lenny
7. Strange Ones
8. Sitting Up Straight
9. She'S So Loose
10. We'Re Not Supposed To
11. Time
12. Sofa (Of My Lethargy)
13. Time To Go